# Manner
Manner — австрийская компания, производитель кондитерских изделий; часть конгломерата Josef Manner & Comp AG. Основана в 1890 году как производитель широкого ассортимента кондитерской продукции: вафель, изделий с длительным сроком хранения, шоколада, сладостей, какао, а также и сезонных продуктов. Наиболее известным продуктом компании являются «Неаполитанские вафли», впервые выпущенные в 1898 году — продаются в виде блоков из десяти вафель с ореховым кремом размером 47×17×17 мм. Лесной орех, первоначально импортировавшийся из Неапольского региона в Италии, дал название вафлям. Логотипом компании является изображение собора Святого Стефана в Вене: в 1890-е годы, когда Йозеф Маннер открыл свой первый магазин, он располагался рядом с данным собором. Архиепархия Вены и компания заключили договор об использовании фотографии собора — в обмен на выплату заработной платы одному каменщику, выполнявшему ремонтные работы на этом архитектурном объекте.

## История
Первоначально у Йозефа Манера был небольшой магазин на площади Святого Стефана в Вене, где он продавал шоколад и кофейные зёрна. Поскольку он не был удовлетворен качеством шоколада, который получал от своего поставщика, Манер приобрёл лицензию и небольшого местного производителя шоколада, после чего — 1 марта 1890 года — основал фирму «Шоколад Йозефа Манера», используя в качестве логотипа изображение собора Святого Стефана. После периода непрерывного роста, компания со штаб-квартирой в венском районе Хернальс в 1897 году имела уже более 100 сотрудников.
Сегодня фирма преобразована в акционерное общество «Josef Manner & Comp AG» и является крупнейшим в Австрии производителем кондитерских изделий. Manner владеет торговыми марками «Ildefonso», «Napoli», «Casali» и «Viktor Schmidt» и «Heller». Кроме того, в 1996 году фирма приобрела марку «Walde-Waffeln» и фабрику «Candita», расположенную в Wolkersdorf / Weinviertel в 25 километрах к северу от Вены и продолжающую работать и сегодня. На рубеже тысячелетия торговый бренд вышел и на международный рынок: фирма открыла свои дочерние компании в Словении, Чехии и Германии. В 2010 году Manner открыла магазин и кафе на центральной площади Зальцбурга.
Общие объем продажи компании в 2009 год составил 155,4 млн евро, при этом около 55 % продукции шло на экспорта; чистая прибыль холдинга была почти два миллиона евро.

## Неаполитанские вафли
«Неаполитанские вафли» впервые упоминались в перечне продукции компании в 1898 году — за номером 239. Первоначально вафли продавались в развес; с 1924 года они получили современную упаковку (два ряда из пяти штук в каждом) в, первоначально, картонной коробке — а с 1960 стали упаковываться на современный манер.

## Интересные факты
В американском телесериале «Друзья» вафли Manner продаются в «Центральной кофейне».[значимость факта?]